# Jean-Claude Naimro
Jean-Claude Naimro, né le 4 août 1951 à Saint-Pierre, est un musicien français membre du groupe Kassav'. Il est nommé chevalier de l'ordre des Arts et des Lettres en 2020.

## Biographie
Né le 4 août 1951 à Saint-Pierre (Martinique),, il apprend le piano classique dès l'enfance. Il se rend à Paris en 1969 pour être professeur de musique.
En 1974, il crée le groupe de jazz-rock Mozaique avec Bob Brault du Martin Circus. En 1976, il part en tournée avec Michel Fugain puis Eddy Mitchell ; en 1977, avec Stone et Charden ; et en 1978, avec Manu Dibango. Il jouera avec ce dernier pendant trois ans environ. En 1979, il enregistre à Los Angeles avec Gene Page, arrangeur de Barry White et vit dans le milieu musical de Los Angeles pendant près d'un an. À son retour, il repart en tournée avec Philippe Lavil et accompagne Céline Dion, jeune débutante, qui assurait la première partie de Philippe Lavil à l'Olympia. En 1980, c'est Miriam Makeba qu'il accompagne pendant deux ans.
En 1981, il enregistre pour la première fois avec Jacob Desvarieux et les frères Georges et Pierre-Édouard Décimus sur le troisième album de Kassav' et part en tournée à la Réunion avec le groupe en 1982. Il enregistre en 1985 son premier album solo avec Kassav' : En balatè. Il compose pour Jocelyne qui fait son premier album solo Siwo en 1986, le titre Kolé séré pendant la tournée du groupe en Haïti. Ils l'interprètent en duo avant que Philippe Lavil ne le reprenne avec elle. Le 45 t (avec 450 000 ventes) est disque d’argent.
Il produit avec Georges Décimus deux albums sous le nom Turbo II contenant des chansons essentiellement dédiées au carnaval. Jean-Claude Naimro est un excellent mélodiste et sur le deuxième Turbo II, on peut entendre le titre Dérizyon interprété par Ralph Thamar et Serge Ponsar qui est devenu un classique de la musique caribéenne au même titre que Kolé Séré. Amoureux de la musique, ses arrangements sont très sophistiqués et originaux mariant les violons aux cuivres, sur des bases rythmiques flirtant avec toutes les musiques caribéennes ou la pop anglaise.
En 1993 et 1994, il est en tournée mondiale avec Peter Gabriel et est remplacé au sein de Kassav' par Philippe Joseph. L'album Live US de Peter Gabriel auquel il participe, est disque d'or. Il retrouve Kassav' pour l'enregistrement de l'album Difé en 1995 avec un nouveau look. En 1997, il sort un album Digital dreads où il invite ses amis à chanter. En effet, sur cet album il n'interprète que quatre chansons. En 1999, il sort un album aux sons konpa délikatès.
En juin 2021, Jean-Claude Naimro rend hommage à Gilles Floro à travers un clip et en reprenant le titre Bèl Pawol pou en fam, composé par Gilles Floro et Jean-Claude Naimro. Pour cette version inédite, il collabore avec deux autres artistes, Riddla et Staniski.
Ses chansons les plus connues sont : "En Mouvmen" (sorti en 1985) et "Kolé Séré" en duo avec Jocelyne Béroard (sorti en 1986, repris un an plus tard par Philippe Lavil et Jocelyne Béroard, version disque d’argent).

## Distinctions
- Chevalier de l'ordre des Arts et des Lettres (2020)